# Cerstin Schmidt
Cerstin Schmidt (Zwickau, RDA, 5 de marzo de 1963) es una deportista alemana que compitió para la RDA en luge en la modalidad individual.
Participó en los Juegos Olímpicos de Calgary 1988, obteniendo una medalla de bronce en la prueba individual. Ganó tres medallas en el Campeonato Mundial de Luge entre los años 1981 y 1987, y cuatro medallas en el Campeonato Europeo de Luge entre los años 1984 y 1988.

## Palmarés internacional
| Juegos Olímpicos   | Juegos Olímpicos      | Juegos Olímpicos  | Juegos Olímpicos |
| Año                | Lugar                 | Medalla           | Prueba           |
| ------------------ | --------------------- | ----------------- | ---------------- |
| 1988               | Calgary (Canadá)      | Medalla de bronce | Individual       |
| Campeonato Mundial |                       |                   |                  |
| Año                | Lugar                 | Medalla           | Prueba           |
| 1981               | Hammarstrand (Suecia) | Medalla de plata  | Individual       |
| 1985               | Oberhof (RDA)         | Medalla de plata  | Individual       |
| 1987               | Igls (Austria)        | Medalla de oro    | Individual       |
| Campeonato Europeo |                       |                   |                  |
| Año                | Lugar                 | Medalla           | Prueba           |
| 1984               | Valdaora (Italia)     | Medalla de bronce | Individual       |
| 1986               | Hammarstrand (Suecia) | Medalla de oro    | Individual       |
| 1988               | Königssee (RFA)       | Medalla de plata  | Equipo           |
| 1988               | Königssee (RFA)       | Medalla de bronce | Individual       |